# Ромейко, Михаил Казимирович
Михаи́л Казими́рович Роме́йко, он же Асмус, Леонид Александрович (1898, Рига — 12.9.1943, ГУЛАГ) — деятель ГПУ/НКВД СССР, майор государственной безопасности. Начальник УНКВД Западно-Казахстанской области Казахской ССР. Входил в состав особой тройки НКВД СССР, внесудебного и, следовательно, не правосудного органа уголовного преследования.

## Биография
Михаил Казимирович Ромейко родился в 1898 году в Риге, в семье счетовода на железной дороги. В 1912 году окончил 4-классное городское училище, а позже, 2 класса немецкого реального училища. В 1914—1915 годах работал подручным в рижской малярной мастерской. С 1915 года переехал Петроград, где работал в частной конторе «Джон Шлинн и К», а в 1917 году был призван в русскую армию. В качестве рядового 296-го полка участвовал в боях Первой мировой войны на Юго-Западном фронте. В октябре 1917 года был демобилизован из армии по болезни.
В августе 1918 года стал членом РКП(б). Далее его жизнь была связана с работой в органах ВЧК−ОГПУ−НКВД.
- 1918—1920 годы — секретарь следственной комиссии Петроградского райсовета, сотрудник отдела военно-морского контроля Балтийского флота, следователь 2-й участковой пограничной ЧК, заместитель начальника Особого отдела Карельского сектора охраны финляндской границы.
- 1920—1924 годы — заместитель начальника Особого отдела 55-й стрелковой дивизии, сотрудник Особого отдела ВЧК на Польском фронте; начальник Особого отдела Харьковской губЧК, начальник Особого отдела Харьковского губотдела ГПУ, начальник Контрразведывательного отдела Харьковского губотдела ГПУ, заместитель начальника Харьковского губотдела ГПУ.
- 1924—1925 годы — сотрудник Винницкого окротдела ГПУ.
- 1925—1931 годы — начальник Особого отдела 14-го стрелкового корпуса, помощник начальника Киевского окротдела ГПУ, начальник Особого отдела Киевского оперативного сектора ГПУ.
- 1931—1932 годы — начальник Луганского горотдела ГПУ.
- 1932—1934 годы — начальник Западно-Казахстанского облотдела ГПУ.
- 1934—1938 годы — начальник УНКВД Западно-Казахстанской области. Этот период отмечен вхождением в состав особой тройки, созданной по приказу НКВД СССР от 30.07.1937 № 00447[2] и активным участием в сталинских репрессиях[3].

## Завершающий этап
Арестован 25 мая 1938 года. Приговорён 14 февраля 1940 года ВКВС СССР к 15 годам ИТЛ. Обвинялся по статьям 58-1а, 58-7, 58-11 УК РСФСР. С сентября 1940 года по февраль 1941 года находился в Котласском пересыльном пункте НКВД, затем в Печорском и Северном железнодорожном ИТЛ НКВД, где работал землекопом, затем счетоводом. Умер 12 сентября 1943 года в сангородке 1-го четвёртого отделения Севжелдорлага.

## Награды
- Почётный сотрудник госбезопасности V